# Campionat Europeu de Salts de 2015 – 10 metres plataforma femení
La prova de 10 metres plataforma femení del Campionat Europeu de Salts de 2015 es va disputar a Rostock el dia 10 de juny.

## Resultats
*   Finalista
| #  | Saltador               | País          | Preliminar | Preliminar | Final     | Final   |
| #  | Saltador               | País          | Puntuació  | Posició    | Puntuació | Posició |
| -- | ---------------------- | ------------- | ---------- | ---------- | --------- | ------- |
| 1  | Iuliia Prokopchuk      | Ucraïna       | 313,65     | 2          | 327,50    | 1       |
| 2  | Laura Marino           | França        | 316,00     | 1          | 323,60    | 2       |
| 3  | Noemi Batki            | Itàlia        | 275,20     | 6          | 323,30    | 3       |
| 4  | Yulia Timoshinina      | Rússia        | 261,50     | 8          | 322,20    | 4       |
| 5  | Daria Govor            | Rússia        | 276,20     | 5          | 301,50    | 5       |
| 6  | Ganna Krasnoshlyk      | Ucraïna       | 277,45     | 4          | 293,85    | 6       |
| 7  | Georgia Ward           | Regne Unit    | 287,20     | 3          | 284,80    | 7       |
| 8  | Mara Elena Aiacoboae   | Romania       | 253,50     | 11         | 267,10    | 8       |
| 9  | Celine van Diujn       | Països Baixos | 258,90     | 9          | 265,05    | 9       |
| 10 | Villo Gyongyver Kormos | Hongria       | 252,30     | 12         | 264,15    | 10      |
| 11 | Alais Kalonji          | França        | 254,00     | 10         | 257,50    | 11      |
| 12 | Maria Kurjo            | Alemanya      | 252,30     | 7          | 228,75    | 12      |
| 13 | Anne Vilde Tuxen       | Noruega       | 252,30     | 12         | 222,50    | 13      |
| 14 | Lois Toulson           | Regne Unit    | 252,10     | 14         |           |         |
| 15 | Elena Wassen           | Alemanya      | 243,55     | 15         |           |         |
| 16 | Isabelle Svantesson    | Suècia        | 221,05     | 16         |           |         |